# Hjalmar Frisk
Jöns Ivan Hjalmar Frisk, född 4 augusti 1900 i Göteborg, död 1 augusti 1984 i Vasa församling, Göteborg, var en svensk lingvist, etymolog och universitetsadministatör.
Frisk blev tidigt intresserad av språk och inriktade sig på indoeuropeiska språk. Redan 1927 gjorde han en översättning av den historiska skriften Periplus Maris Erythraei.
Åren 1951 till 1966 var Frisk rektor för Göteborgs högskola, efter 1954 Göteborgs universitet. I december 1963 föreslogs en statlig utredning, att Chalmers tekniska högskola skulle slås ihop med Göteborgs universitet. Både Frisk och Chalmers ledning var mycket kritiska till utredningens förslag och sammanslagningen genomfördes inte.
Frisk var framstående i sitt ämne och publicerade en rad skrifter. Hans mest betydande verk Griechisches etymologisches Wörterbuch (Grekisk etymologisk ordbok) i tre band skrevs åren 1954 till 1972 och gavs ut i Heidelberg. År 1981 gav University of Michigan ut hans bok Studien zur griechischen Wortstellung (Studier i grekisk grundordföljd) från 1932 i nytryck.
Frisk invaldes som ledamot av Vetenskaps- och Vitterhetssamhället i Göteborg 1941, av Vitterhetsakademien 1947 och av Vetenskapsakademien 1968. Han blev ordförande i styrelserna för de svenska instituten i Rom och Athen 1964. Frisk blev riddare av Nordstjärneorden 1947, kommendör av samma orden 1955 och kommendör av första klassen 1960. Han är begraven på Östra kyrkogården i Göteborg.